# Interzumia rufonigra
Interzumia rufonigra är en stekelart som beskrevs av Gusenleitner 2002. Interzumia rufonigra ingår i släktet Interzumia och familjen Eumenidae. Inga underarter finns listade i Catalogue of Life.